# Dönyö Dorje
Dönyö Dorje (? - 1512) was een koning uit de Rinpung-dynastie die heerste over de regio Tsang in Tibet. Rond 1479 volgde hij zijn vader Künsang op. Hij was een kleinzoon van Norsang.

## Oorlog met de Phagmodrupa
Er lag een gespannen sfeer tussen de Rinpung- en de Phagmodru-dynastie. De Rinpungpa regeerden over Tsang en de Phagmodrupa over U. De vorst van de Phagmodrupa, Künga Legpa, was getrouwd met een Rinpungpa-vrouw, zijn nicht, maar ze hadden een ongelukkig huwelijk wat zo ook wrevel en als gevolg ernstige politieke repercussies met zich meebracht.
Daarbij lagen er religieus getinte conflicten onder de relatie tussen beide dynastieën. Dönyö Dorje was namelijk een aanhanger van de karma kagyütraditie van de karmapa en drong erop aan een klooster net buiten Lhasa te bouwen, ofwel binnen de regio U waar de Phagmodrupa autoriteit uitoefende en de gelugtraditie leidend was. Gelugmonniken trokken de nieuwe vestiging binnen en op een haar na vermoordden ze de zevende karmapa, Chödrag Gyatso.
Uiteindelijk trok Dönyö Dorje in 1480 de regio U binnen en lijfde enkele districten in die tot die tijd tot de Phagmodru-dynastie hadden behoord. Ook zette hij de afgevaardigde van koning Künga Legpa uit zijn macht. Het jaar erop voerde hij opnieuw een aanval uit die echter niet succesvol was.
Wel had de laatste aanval tot gevolg, dat Künga Legpa een groot deel van zijn aanhang was kwijtgeraakt bij de Tibetaanse elite. De ministers van het koninkrijk kwamen nog hetzelfde jaar, in 1481, bij elkaar in Nedong om het conflict te bespreken en zetten Künga Legpa uit zijn macht, ten gunste van zijn neef (oomzegger) Ngagi Wangpo.

## Opvolging
In 1512 werd hij werd opgevolgd door zijn Ngawang Namgyal, eveneens een kleinzoon van Norsang en zoon van Tsogye Dorje.